# Mercurol-Veaunes
Mercurol-Veaunes – gmina we Francji, w regionie Owernia-Rodan-Alpy, w departamencie Drôme. W 2013 roku liczba ludności na terenie obecnej gminy wynosiła 2538 mieszkańców. 
Gmina została utworzona 1 stycznia 2016 roku z połączenia dwóch wcześniejszych gmin: Mercurol oraz Veaunes. Siedzibą gminy została miejscowość Mercurol.